# Heinrich Reiter
Heinrich Reiter (* 27. August 1930 in Freising; † 31. August 2022) war ein deutscher Jurist. Er war von 1984 bis 1995 Präsident des Bundessozialgerichts.

## Leben
Nach dem Studium der Rechtswissenschaft in München und Würzburg und den juristischen Staatsexamen in den Jahren 1953 und 1957 wurde Reiter im Jahr 1960 mit einer Arbeit über ein völkerrechtliches Thema promoviert.
Reiter begann seine berufliche Laufbahn schon nach dem Bestehen der zweiten juristischen Staatsprüfung im Jahr 1957 bei der Landesversicherungsanstalt Niederbayern-Oberpfalz. Eineinhalb Jahre später wurde er stellvertretender Geschäftsführer der Landwirtschaftlichen Berufsgenossenschaft Oberbayern, bevor er 1960 Richter am Sozialgericht München wurde. Von 1965 bis 1984 war er im bayerischen Arbeits- und Sozialministerium tätig. 1968 trat er in die CSU ein.
Vom 1. Juli 1984 bis einschließlich 31. August 1995 war Reiter als Nachfolger von Georg Wannagat Präsident des Bundessozialgerichts in Kassel. In seiner richterlichen Tätigkeit lagen die Schwerpunkte im Bereich der Renten- und Arbeitslosenversicherung.
1990 wurde ihm der Titel des Honorarprofessors an der LMU München verliehen.
Nebenberuflich war Reiter als Schlichter in den Tarifkämpfen der Druckindustrie tätig und Vorsitzender der Anti-Doping-Kommission von DSB und NOK.
Reiter war Mitherausgeber der Zeitschrift Die Sozialgerichtsbarkeit (SGb) und einer der Gründungsherausgeber der Neuen Zeitschrift für Sozialrecht (NZS).
Er war verheiratet und Vater zweier Söhne.

## Positionen
Reiter hatte sich während seiner Amtszeit als Präsident des Bundessozialgerichts wiederholt und dezidiert sozialpolitisch geäußert. So wandte er sich entschieden gegen eine Abkehr von der arbeitsentgeltbezogenen Rente in der gesetzlichen Rentenversicherung. Die Rentenversicherung müsse langfristig finanzierbar bleiben. Eine „Grund-“ oder „Volksrente“, die in den 1980er Jahren mit Blick auf den bevorstehenden demografischen Wandel diskutiert wurde, lehnte er jedoch mehrmals „leidenschaftlich“ ab, weil sie diejenigen benachteiligen würde, die hart gearbeitet hätten.
Weiterhin setzte er sich dafür ein, Bagatellleistungen aus der gesetzlichen Krankenversicherung auszuschließen. Nur „schutzbedürftige Risiken“ sollten von der Krankenversicherung aufgefangen werden.
Die Lasten und Risiken bei der sozialen Sicherung sollten nach Reiters Dafürhalten stets sach- und systemgerechten Zielsetzungen folgen, nicht politischer Opportunität und Durchsetzbarkeit.
Bekannt geworden war auch sein Vorschlag, in kassenarztrechtlichen Streitigkeiten Gerichtsgebühren einzuführen, die sich, wie die Rechtsanwaltsgebühren, am Streitwert der dabei in Rede stehenden Arzthonorare orientieren sollten; das sozialgerichtliche Verfahren im Übrigen sollte weiterhin grundsätzlich gerichtskostenfrei bleiben.
Reiter kritisierte, dass das Sozialrecht auch unter Juristen nur noch von Experten verstanden werde, vielfach aber nicht mehr vom Bürger. Er rief die Sozialrichter dazu auf, nicht im „Wolkenkuckucksheim juristischer Interpretationsmöglichkeiten“ zu leben, sondern sich darüber klar zu werden, „in einer ganz konkreten Situation der Gesellschaft“ Recht zu sprechen.
Nach dem Beitritt der ostdeutschen Bundesländer zum Bundesgebiet wandte sich Heinrich Reiter gegen eine Verlegung des Sitzes des Bundessozialgerichts von Kassel nach Erfurt; in der Folge kam es 1999 zum Umzug des Bundesarbeitsgerichts, das ebenfalls in Kassel begründet worden war, dorthin.

## Auszeichnungen
- Bayerischer Verdienstorden, 1988
- Großes Bundesverdienstkreuz mit Stern und Schulterband, 1995

## Schriften (Auswahl)
- Heinrich Reiter: Der Niederschlag des Grundsatzes des europäischen Gleichgewichts im Völkerrecht. In: Rechts- u. staatswissenschaftliche Fakultät. Diss. v. 8. Januar 1960, Würzburg 1960.
- Heinrich Reiter: Das Sozialstaatsgebot in einem vereinten Deutschland. In: Neue Zeitschrift für Arbeits- und Sozialrecht. C.H. Beck, 1991, ISSN 0179-5155, S. 3–7.
- Heinrich Reiter: Sozialrechtliche Aspekte des Sports. In: Meinhard Heinze (Hrsg.): Festschrift für Wolfgang Gitter. Zum 65. Geburtstag am 30. Mai 1995. Chmielorz, Wiesbaden 1995, ISBN 3-87124-131-8, S. 779–788.